# Riza Kayaalp
Rıza Kayaalp (Yozgat, Turska, 10. listopada 1989.) je turski hrvač. Bio je svjetski, europski i mediteranski prvak u hrvanju do 120 kg. Na Olimpijadi u Londonu 2012. je osvojio brončanu medalju. Svjetskim prvakom postao je 2011. na SP-u u Istanbulu gdje je pobijedio dvostrukog olimpijskog pobjednika Mijaína Lópeza.
Riza se hrvanjem počeo profesionalno baviti 2007. a trenira u klubu Ankara ASKI Spor Kulübü gdje ga vodi trener Mehmet Akif Pirim, bivši turski olimpijski pobjednik. Također, hrvač studira tjelesni odgoj na Sveučilištu Aksaray.

## Karijera

### OI 2012. London
| London 2012.      | London 2012. | London 2012.      | London 2012.    |
| Protivnik         | Zemlja       | Uspjeh            | Natjecanje      |
| ----------------- | ------------ | ----------------- | --------------- |
| Jevgenij Orlov    | Ukrajina     | 3:0, 1:0; pobjeda | osmina finala   |
| Dremiel Byers     | SAD          | 1:0, 1:0; pobjeda | četvrtfinale    |
| Mijaín López      | Kuba         | 0:2, 0:1; poraz   | polufinale      |
| Guram Pherselidze | Gruzija      | 1:0, 1:0 pobjeda  | borba za broncu |

## Vanjske poveznice
- Foeldeak.com  Arhivirana inačica izvorne stranice od 27. srpnja 2011. (Wayback Machine)